# Parco nazionale di Kaeng Krachan
Il parco nazionale di Kaeng Krachan (in thailandese: แก่งกระจาน) è il più grande parco nazionale della Thailandia. Situato ai confini con la Birmania, è contiguo alla riserva naturale di Tanintharyi. Si tratta di un parco molto visitato, grazie alla vicinanza al famoso centro balneare di Hua Hin.

## Storia
Fu istituito il 12 giugno 1981 come 28º parco nazionale della Thailandia. Originariamente copriva una superficie di 2.478 km², che fu ampliata agli attuali 2.914,70 km² nel dicembre 1984 con inclusione di un'area di confine tra le province di Phetchaburi e Prachuap Khiri Khan.
Il parco è stato inserito nella lista degli ASEAN Heritage Parks. Nel 2011 è stato inserito dall'UNESCO tra le candidature alla lista dei patrimoni dell'umanità.

## Territorio
Il parco è ricompreso nei distretti di Nong Ya Plong, Kaeng Krachan e Tha Yang della provincia di Phetchaburi, e il distretto di Hua Hin della provincia di Prachuap Khiri Khan.
È formato essenzialmente da foresta pluviale sul versante orientale della catena montuosa di Tenasserim. Il punto più alto è situato a 1.200 m. Due fiumi principali hanno origine all'interno del parco: il fiume Pranburi e il Phetchaburi, che è imbrigliato nella diga di Kaeng Krachan sul confine orientale del parco. La diga, costruita nel 1966, crea un lago artificiale con una superficie di 46,5 km².

## Flora
Il parco ospita una grande biodiversità di vegetazione tropicale, tra cui molte specie arboree tropicali e subtropicali. 
Per la sua collocazione geografica il territorio del parco ospita oltre alle specie tipiche della regione Indo-Cinese anche specie della regione Indo-Himalayana e della regione Malesiana. In particolare tra queste ultime ve ne sono alcune come  Borassodendron machadonis (Arecaceae), Gnetum gnemon (Gnetaceae) e Parkia timoriana (Fabaceae) che raggiungono all'interno del parco il limite settentrionale del loro areale.
La foresta tropicale sempreverde occupa la maggiore superficie del parco. Tra le specie maggiormente presenti, che dominano la canopea della foresta, vi sono Hopea odorata (Dipterocarpaceae), Toona ciliata (Meliaceae), Tetrameles nudiflora (Tetramelaceae), Nauclea orientalis (Rubiaceae), Ailanthus triphysa (Simaroubaceae), Homalium spp. (Salicaceae) e Knema spp. (Myristicaceae). Specie di minori dimensioni, presenti negli strati inferiori, includono Carallia brachiata (Rhizophoraceae), Baccaurea ramiflora (Phyllanthaceae), Grewia laevigata (Malvaceae), Pseuduvaria rugosa e Mitrephora winitii (Annonaceae). Numerose le specie rampicanti tra cui le più comuni sono Artabotrys spp. (Annonaceae), Thunbergia spp. (Acanthaceae), Poikilospermum suaveolens (Urticaceae), Gnetum spp. (Gnetaceae) e Tetrastigma spp. (Vitaceae).
La foresta decidua occupa meno del 20% dell'area. Tra le specie dominanti vi sono varie specie di Leguminosae (Afzelia xylocarpa, Pterocarpus macrocarpus e altre), Bombax anceps (Bombacaceae) e Pterocymbium tinctorium (Sterculiaceae) Negli strati inferiori le specie decidue prevalenti sono Sterculia spp. (Sterculiaceae), Ochna integerrima (Ochnaceae), Cratoxylum cochinchinense
(Guttiferae), Cleistanthus sumatranus (Euphorbiaceae), spesso frammiste a piccoli arbusti sempreverdi come p.es.  Streblus asper (Moraceae). Sugli affioramenti calcarei ai margini della foresta sono spesso presenti 
Dracaena cochinchinensis e Euphorbia antiquorum.
Sono presenti numerose specie di orchidee tra cui Vanilla pilifera, Pholidota longibulba, Dendrobium lindleyi, Paphiopedilum spp..
Tra le specie di importanza commerciale meritano infine un cenno specie come Litchi chinensis (Sapindaceae), 
Baccaurea ramiflora (Phyllanthaceae), Bouea oppositifolia (Anacardiaceae), Sandoricum koetjape
(Meliaceae).
Sono presenti inoltre specie rare, come Magnolia mediocris  o Reevesia pubescens  var. siamensis.

## Fauna
Nel parco sono state censite cinquantasette specie di mammiferi tra cui l'elefante asiatico (Elephas maximus), il leopardo nebuloso (Neofelis nebulosa), la tigre (Panthera tigris), il gatto leopardo (Prionailurus bengalensis), il gibbone dalle mani bianche (Hylobates lar), il langur dagli occhiali  (Trachypithecus obscurus), lo sciacallo dorato (Canis aureus), il porcospino della Malesia (Hystrix brachyura), la grande civetta indiana (Viverra zibetha), la civetta delle palme mascherata (Paguma larvata), la martora dalla gola gialla (Martes flavigula) e il sambar indiano (Rusa unicolor).

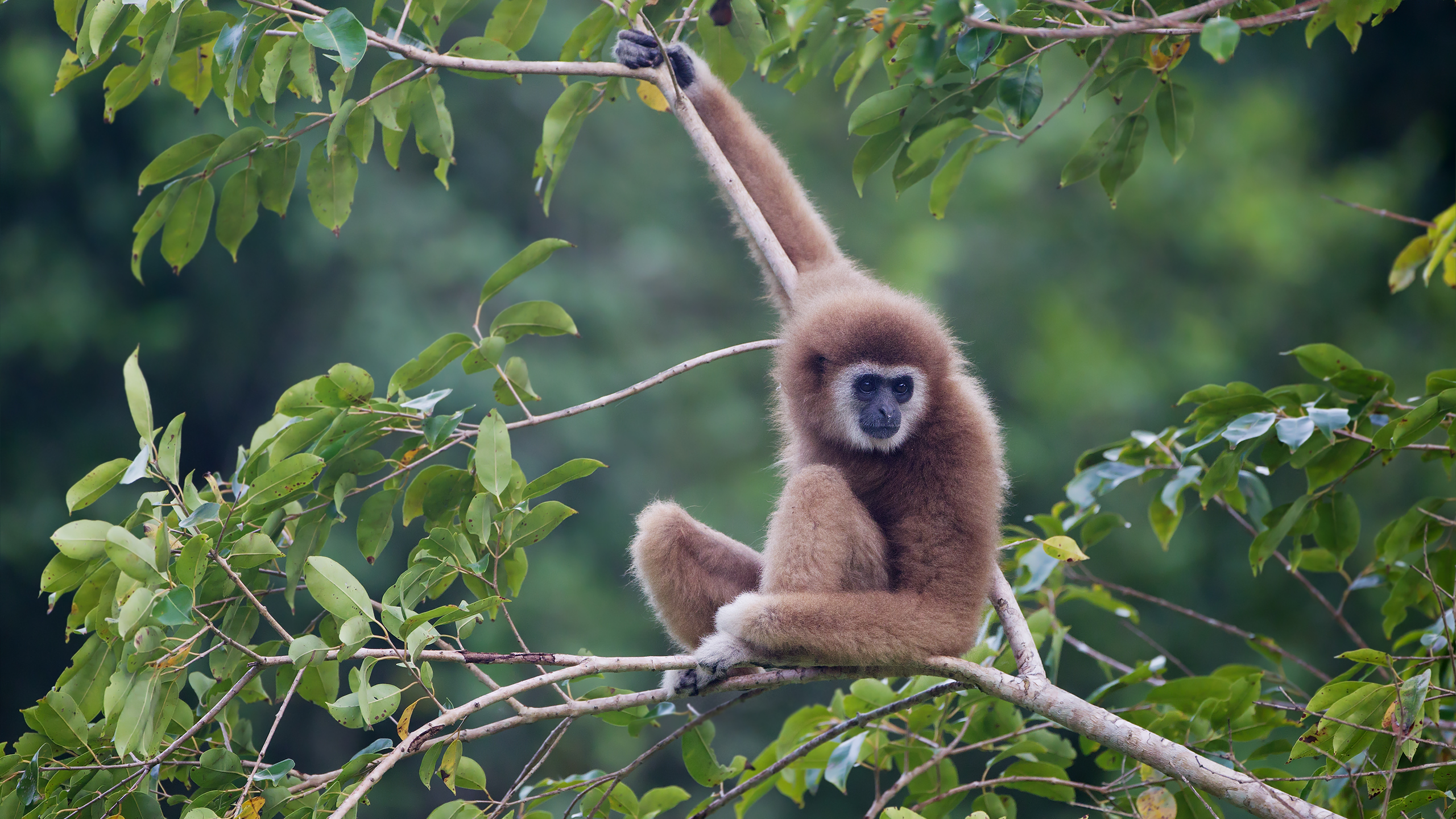
Gibbone dalle mani bianche Hylobates lar
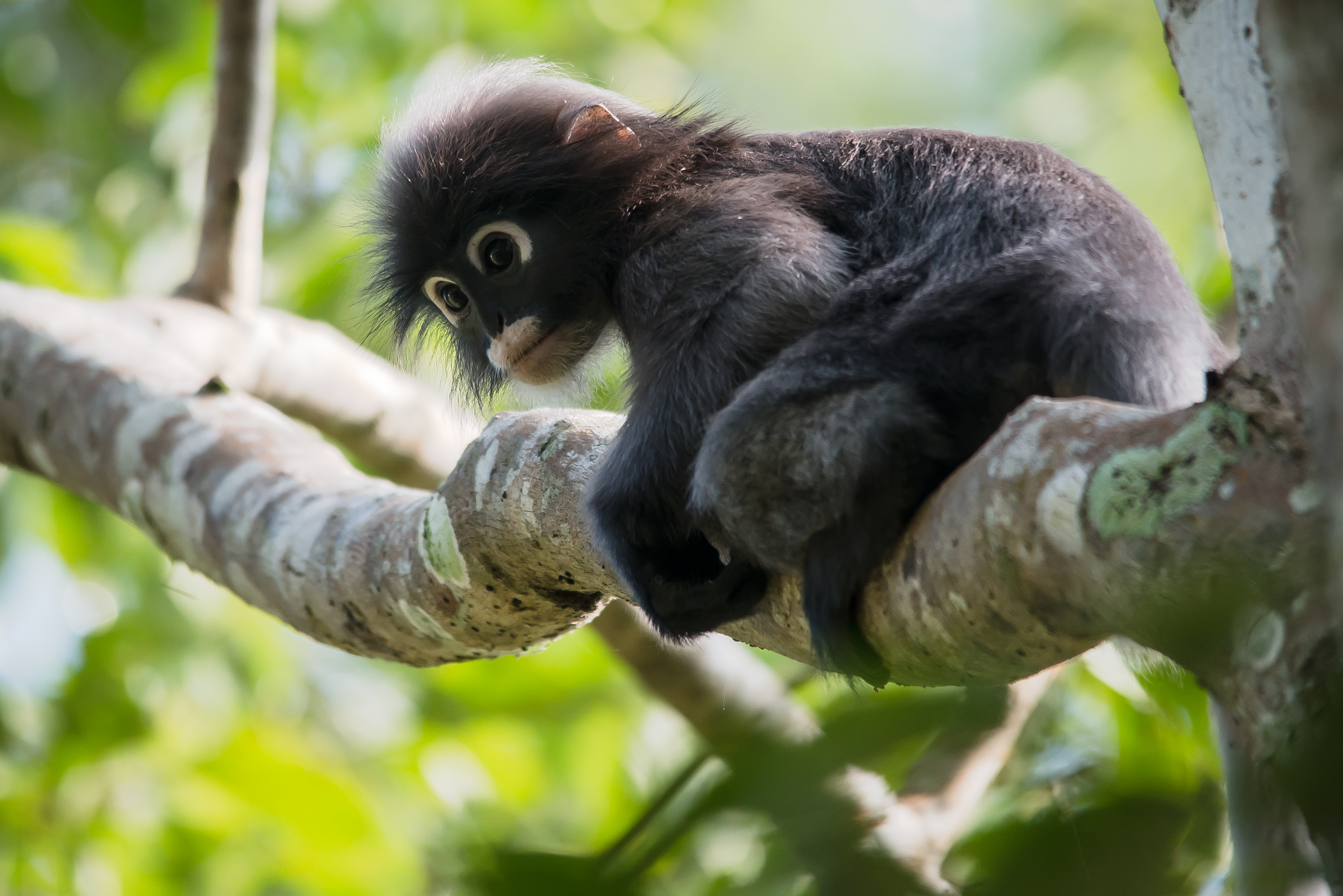
Langur dagli occhiali Trachypithecus obscurus
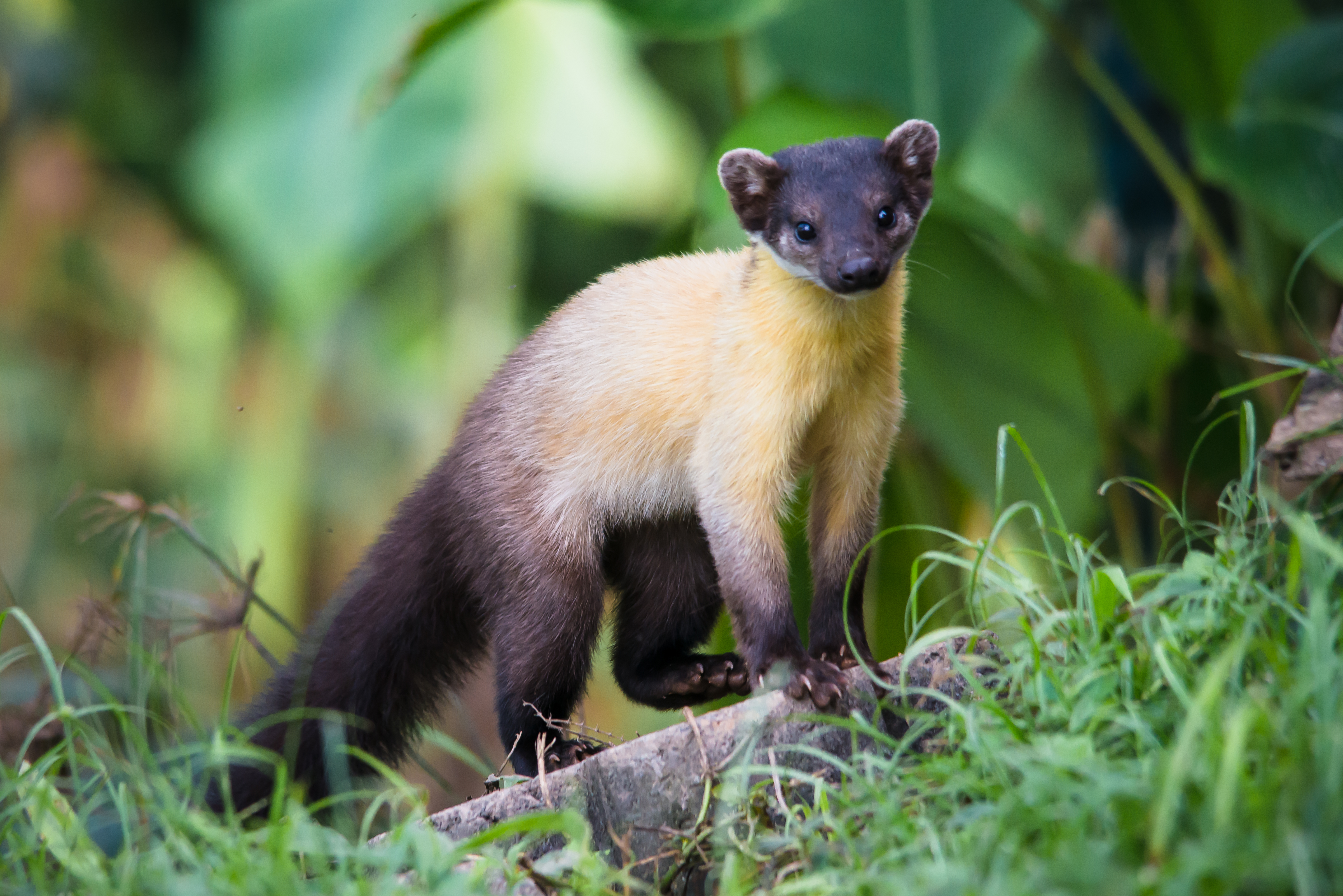
Martora dalla gola gialla Martes flavigula
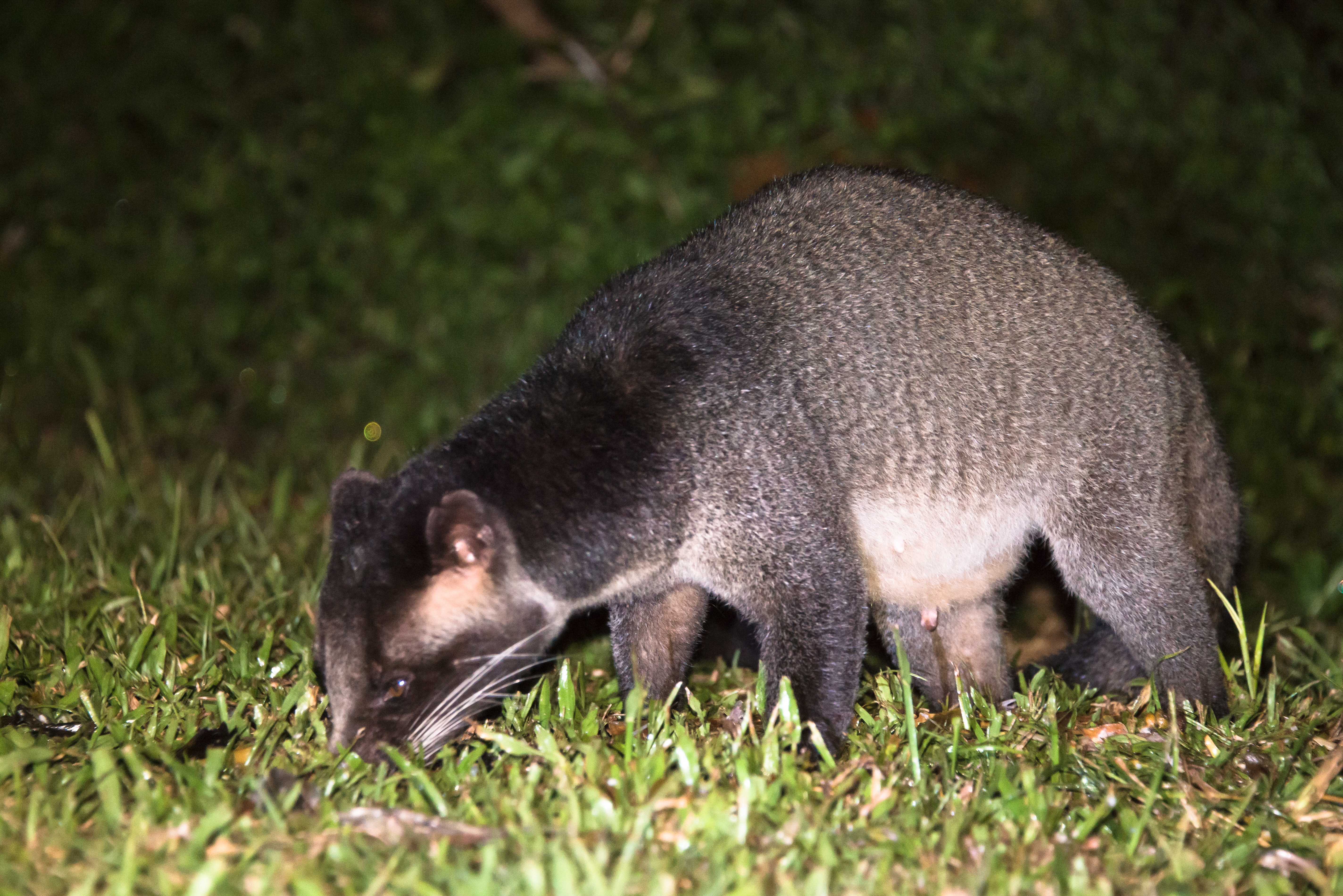
Civetta delle palme mascherata Paguma larvata
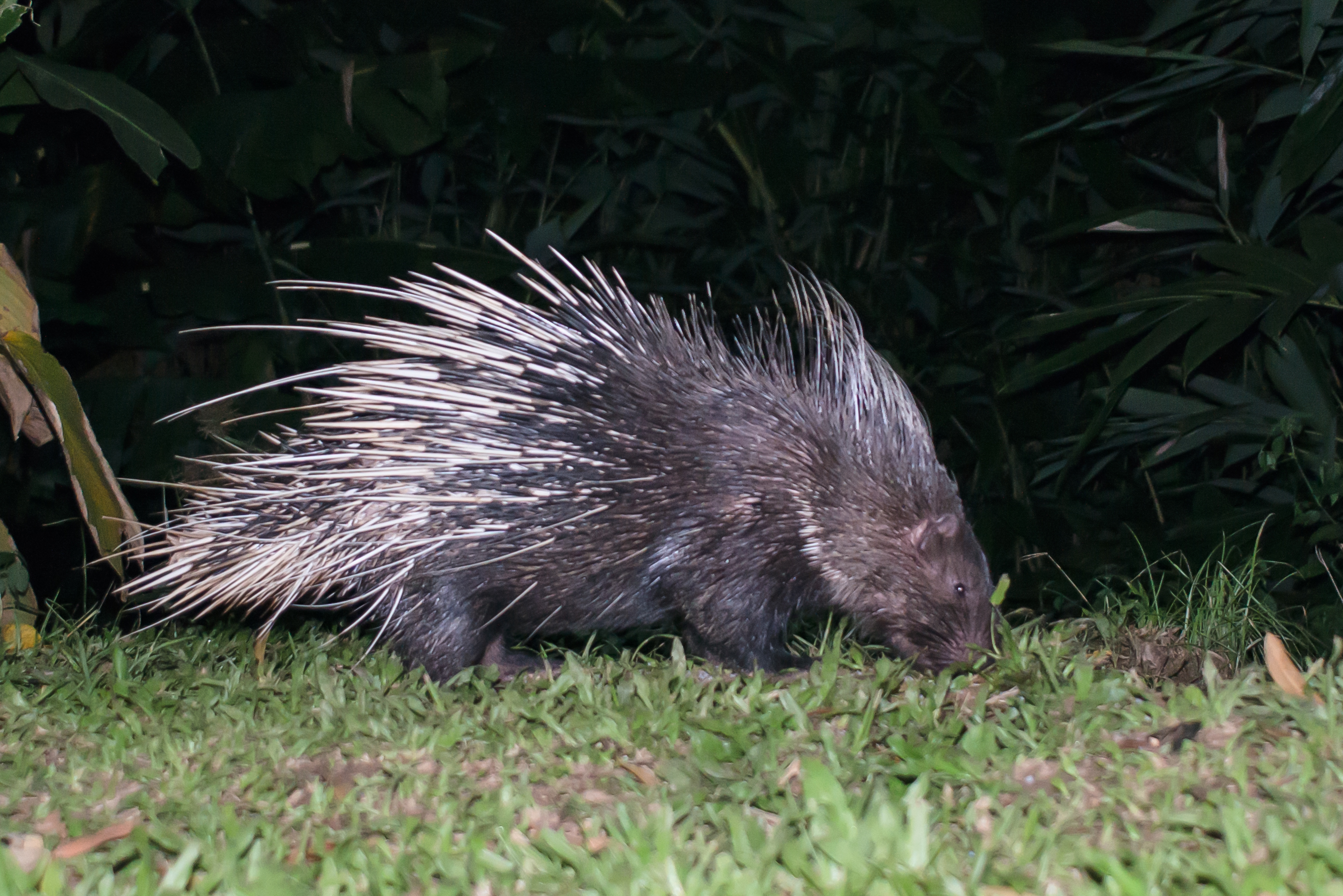
Porcospino della Malesia Hystrix brachyura

Molto ricca l'avifauna con oltre 400 specie di uccelli tra cui il falco pescatore (Pandion haliaetus), il serpentario crestato (Spilornis cheela), l'astore crestato asiatico (Accipiter trivirgatus), l'assiolo frontebianca (Otus sagittatus), il gufo pescatore bruno (Ketupa zeylonensis), il beccolargo rossonero (Cymbirhynchus macrorhynchos), il grande calao indiano (Buceros bicornis), il bucero bianco e nero orientale (Anthracoceros albirostris), la pernice dorsobarrato (Arborophila brunneopectus), l'oriolo nucanera (Oriolus chinensis), il loricolo vernale (Loriculus vernalis), il picchio cenerino (Picus canus), il piccione verde beccogrosso (Treron curvirostra), la gazza verde (Cissa chinensis), il martin pescatore rugginoso (Halcyon coromanda), il bulbul flavescente (Pycnonotus flavescens), il bulbul golastriata (Pycnonotus finlaysoni), l'irena dorsoazzurro (Irena puella), il barbetto golablu (Psilopogon asiaticus) e il mangiaragni striato (Arachnothera magna).

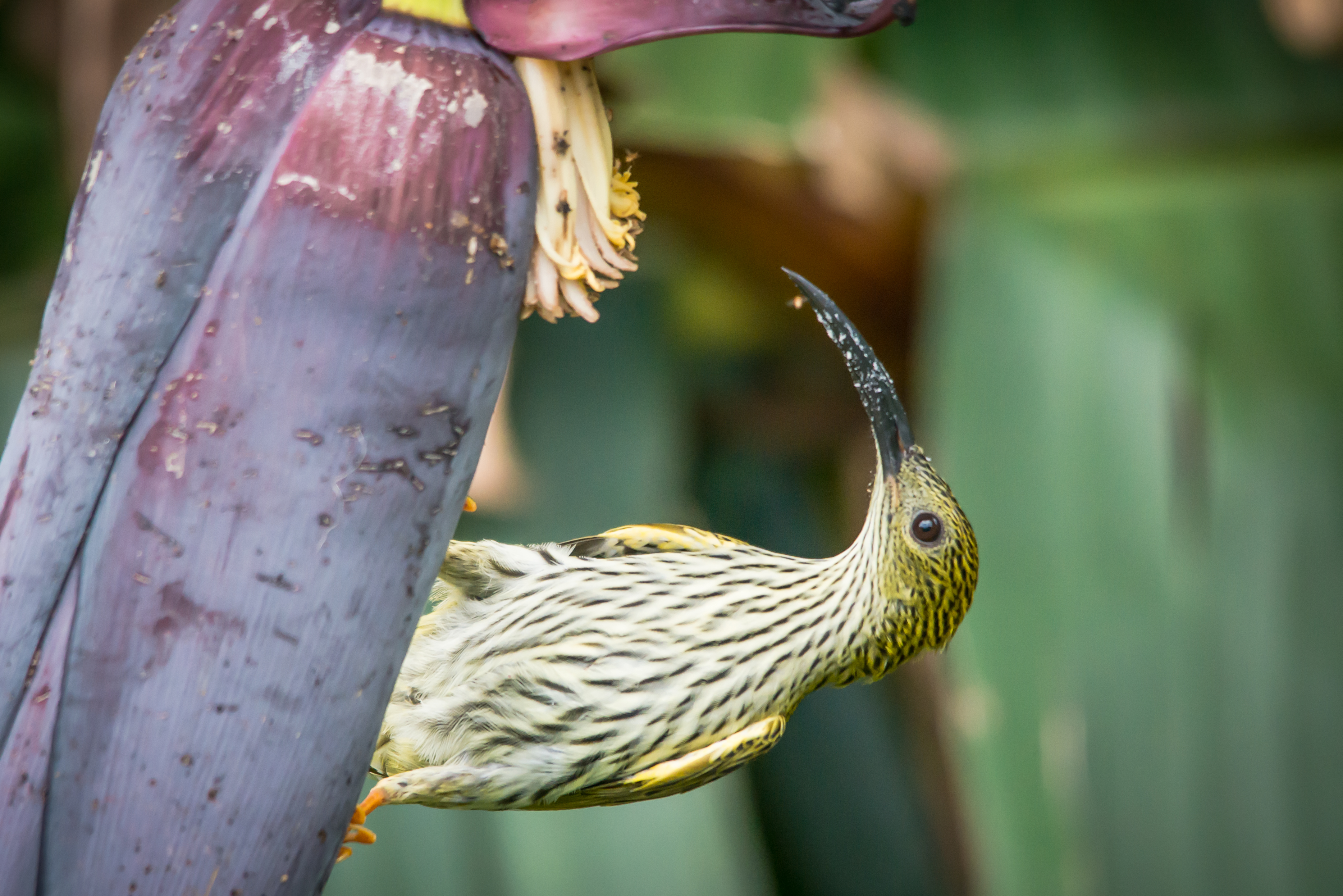
Mangiaragni striato Arachnothera magna
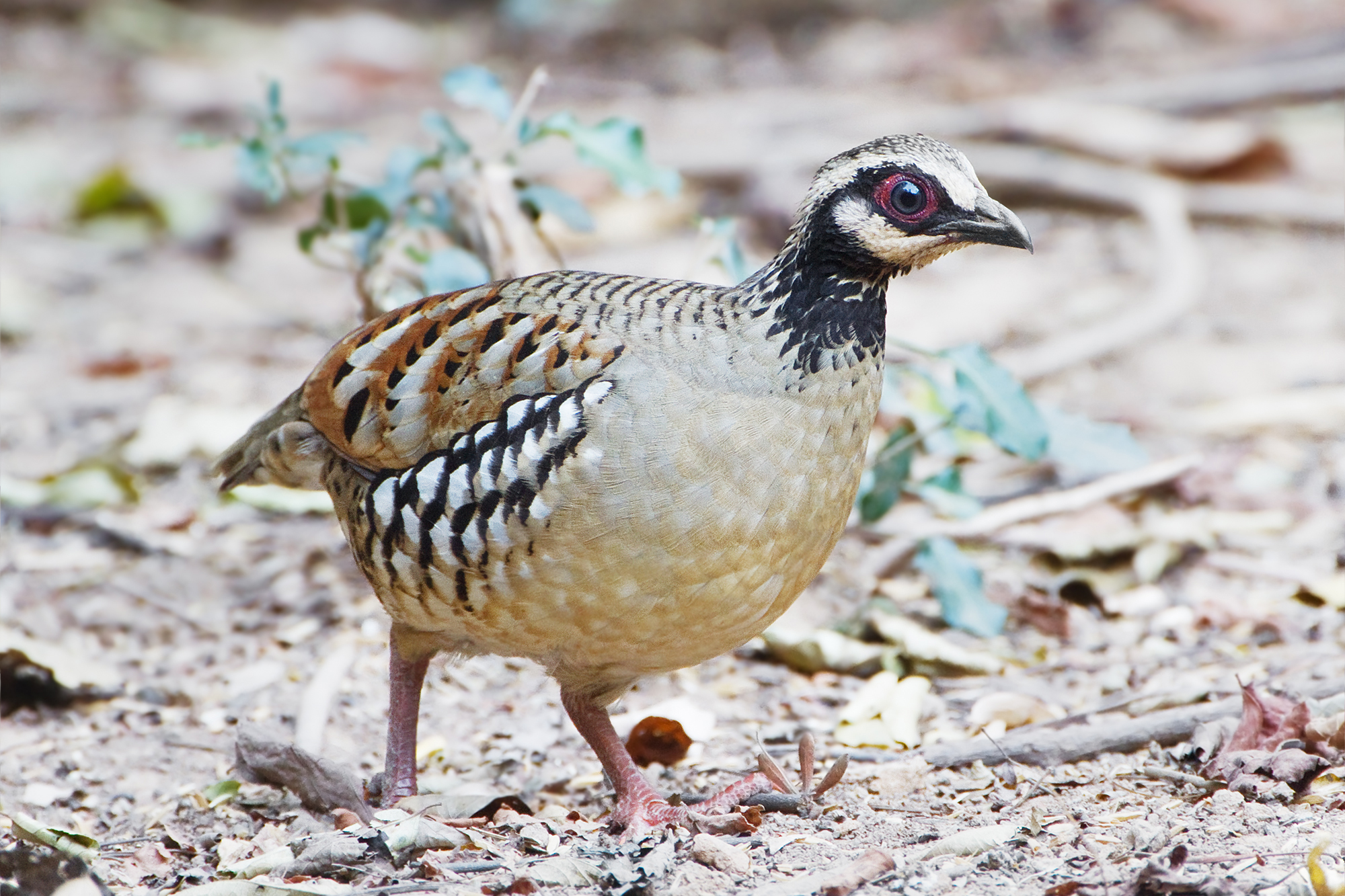
Pernice dorsobarrato Arborophila brunneopectus
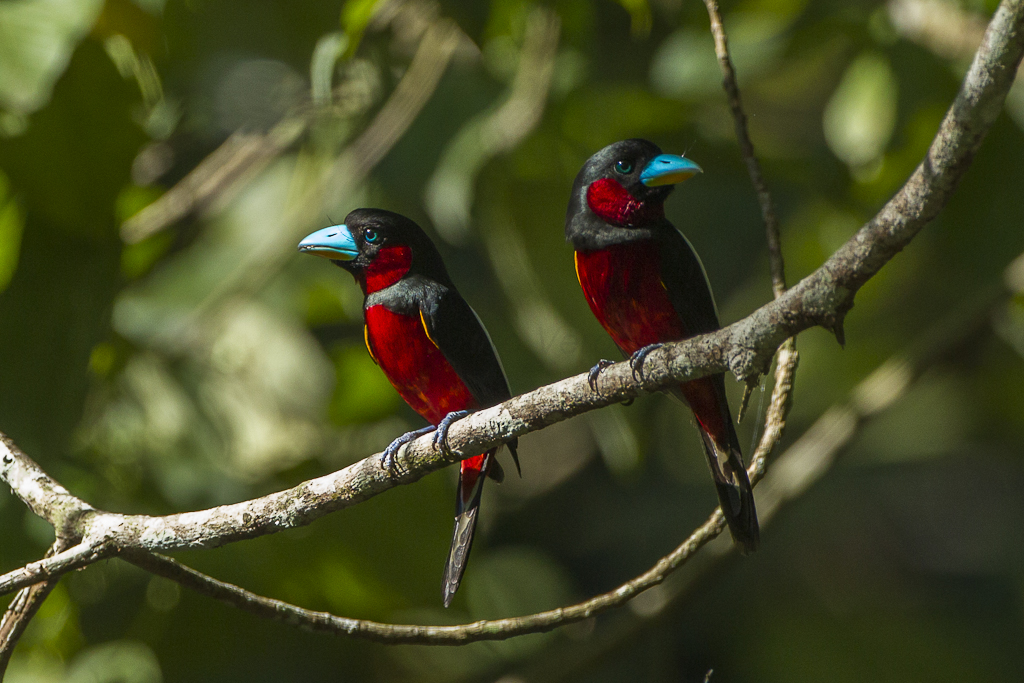
Beccolargo rossonero Cymbirhynchus macrorhynchos
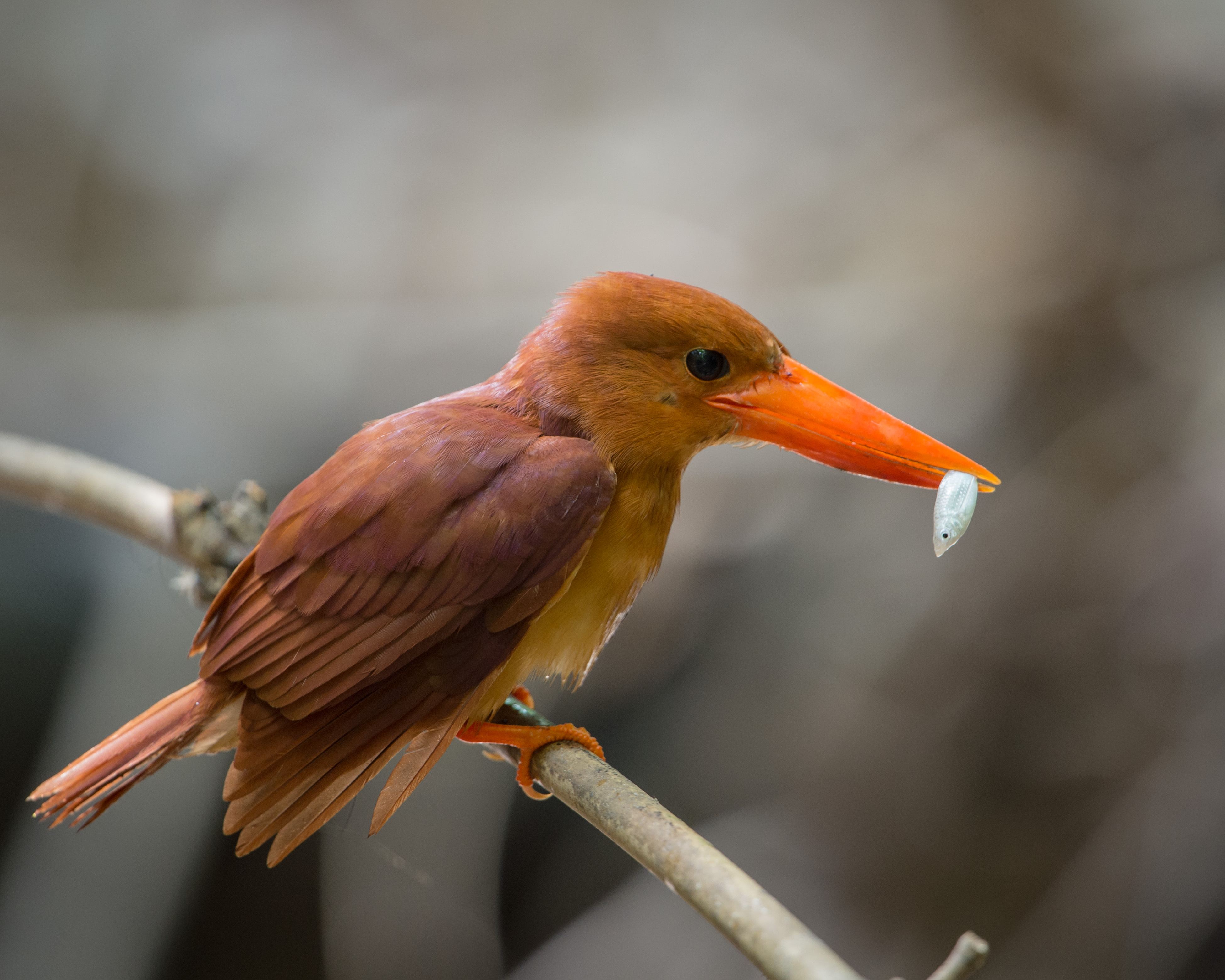
Martin pescatore rugginoso Halcyon coromanda
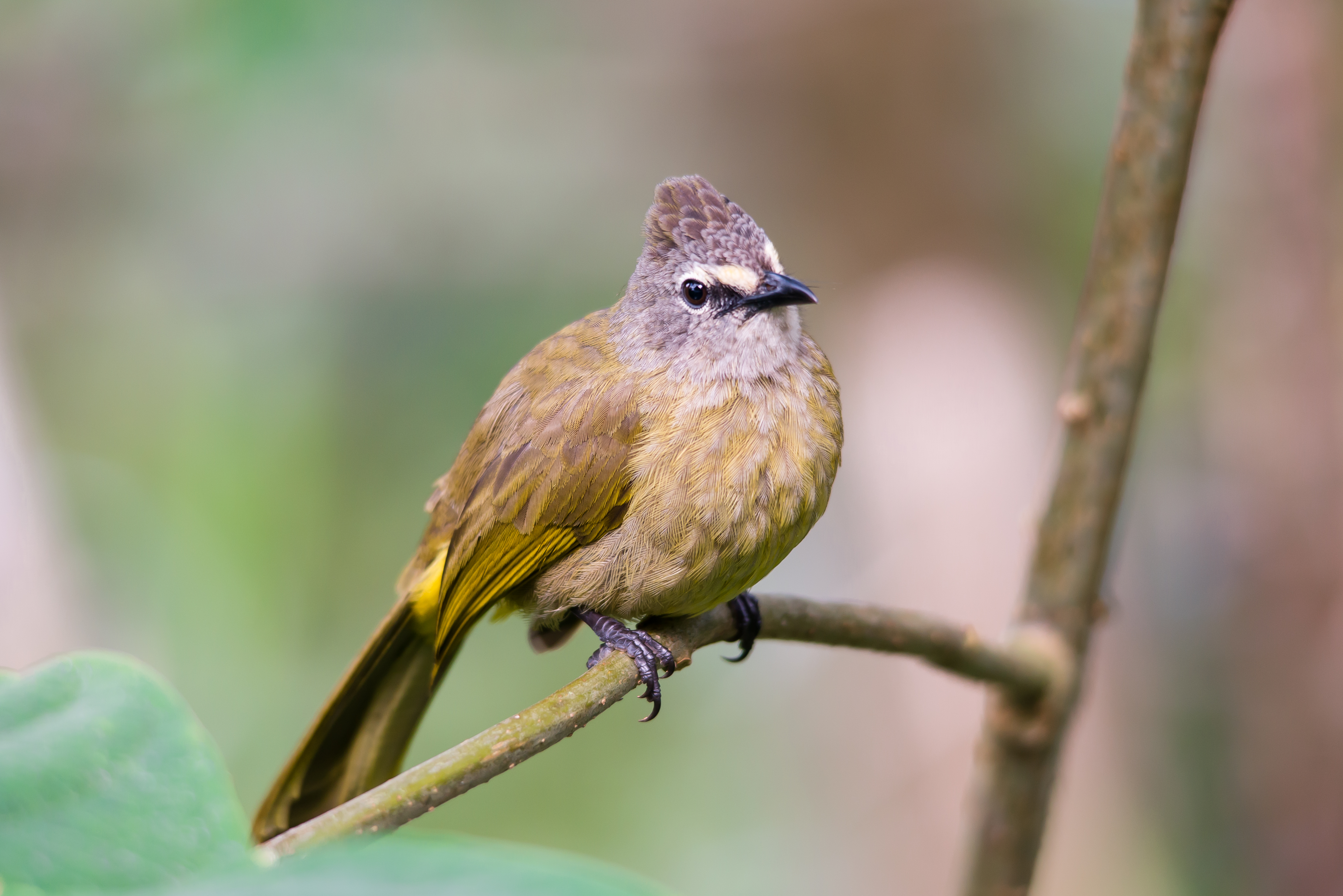
Bulbul flavescente Pycnonotus flavescens

Nel territorio del parco sono state censite 63 specie di rettili tra cui due specie di coccodrilli, 5 specie di testuggini,  30 specie di sauri e 26 specie di serpenti.

Per tutelare la presenza del coccodrillo d'acqua dolce Crocodylus siamensis, l'attività di rafting è stata proibita nel parco.

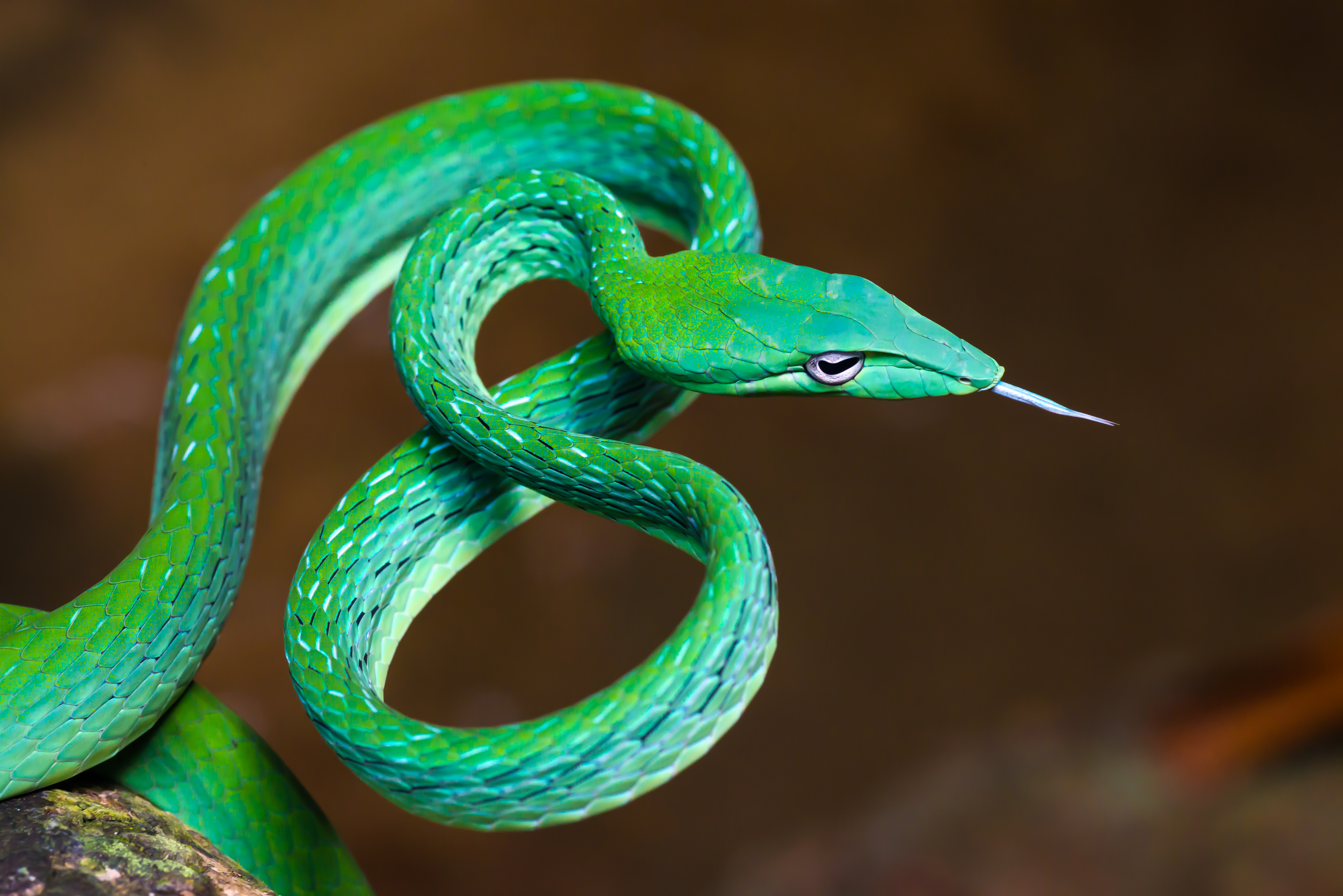
Ahaetulla prasina
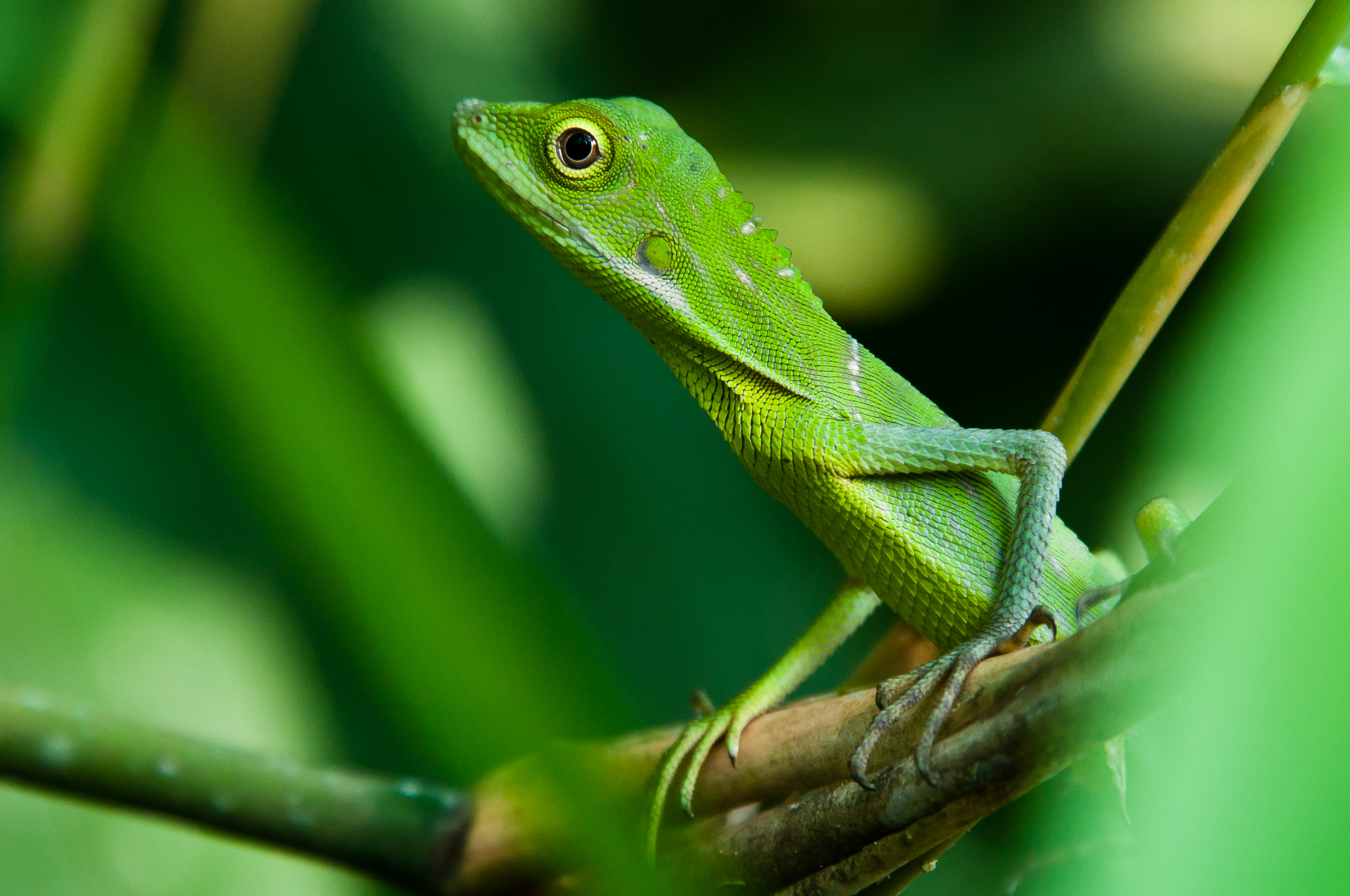
Bronchocela rayaensis
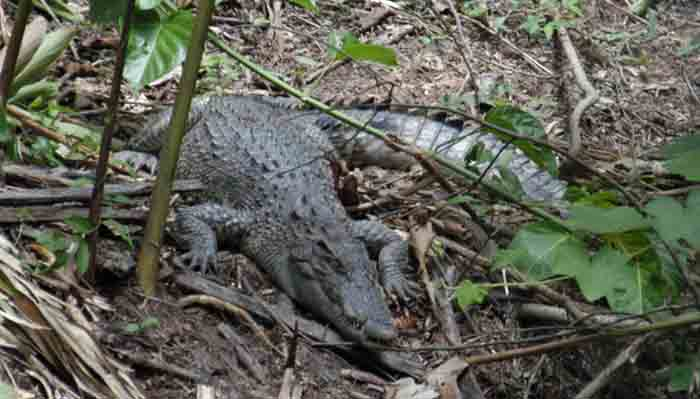
Crocodylus siamensis
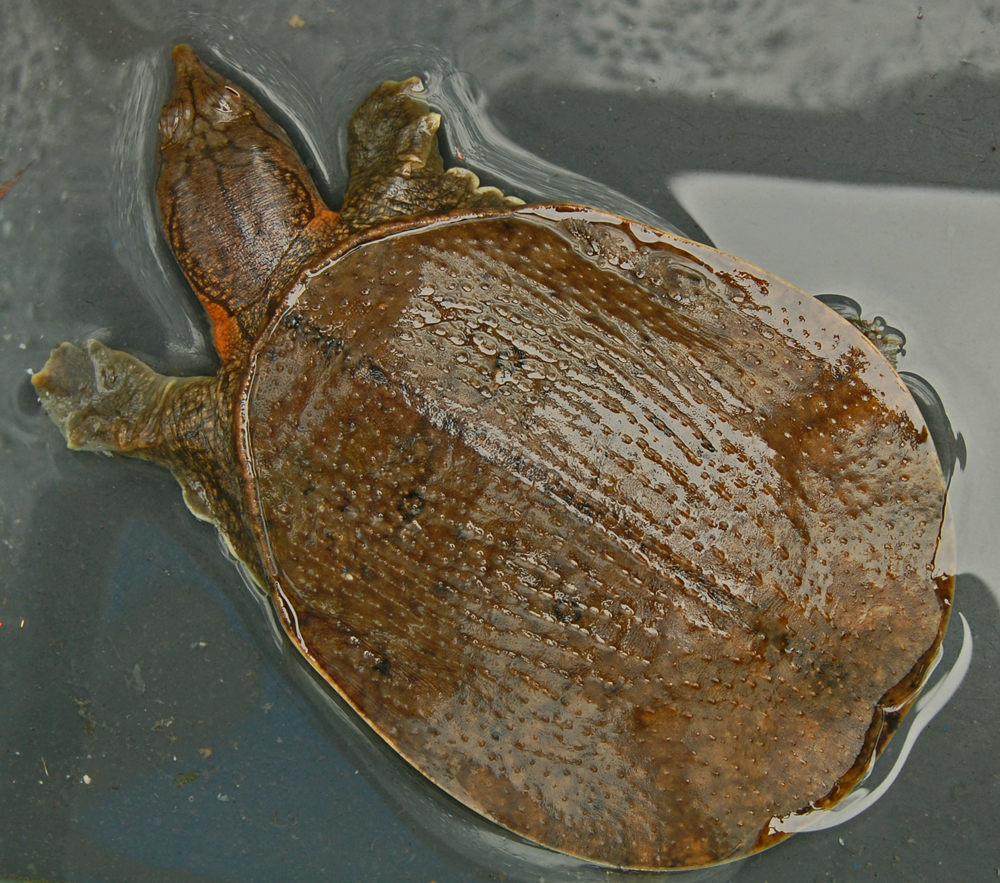
Dogania subplana
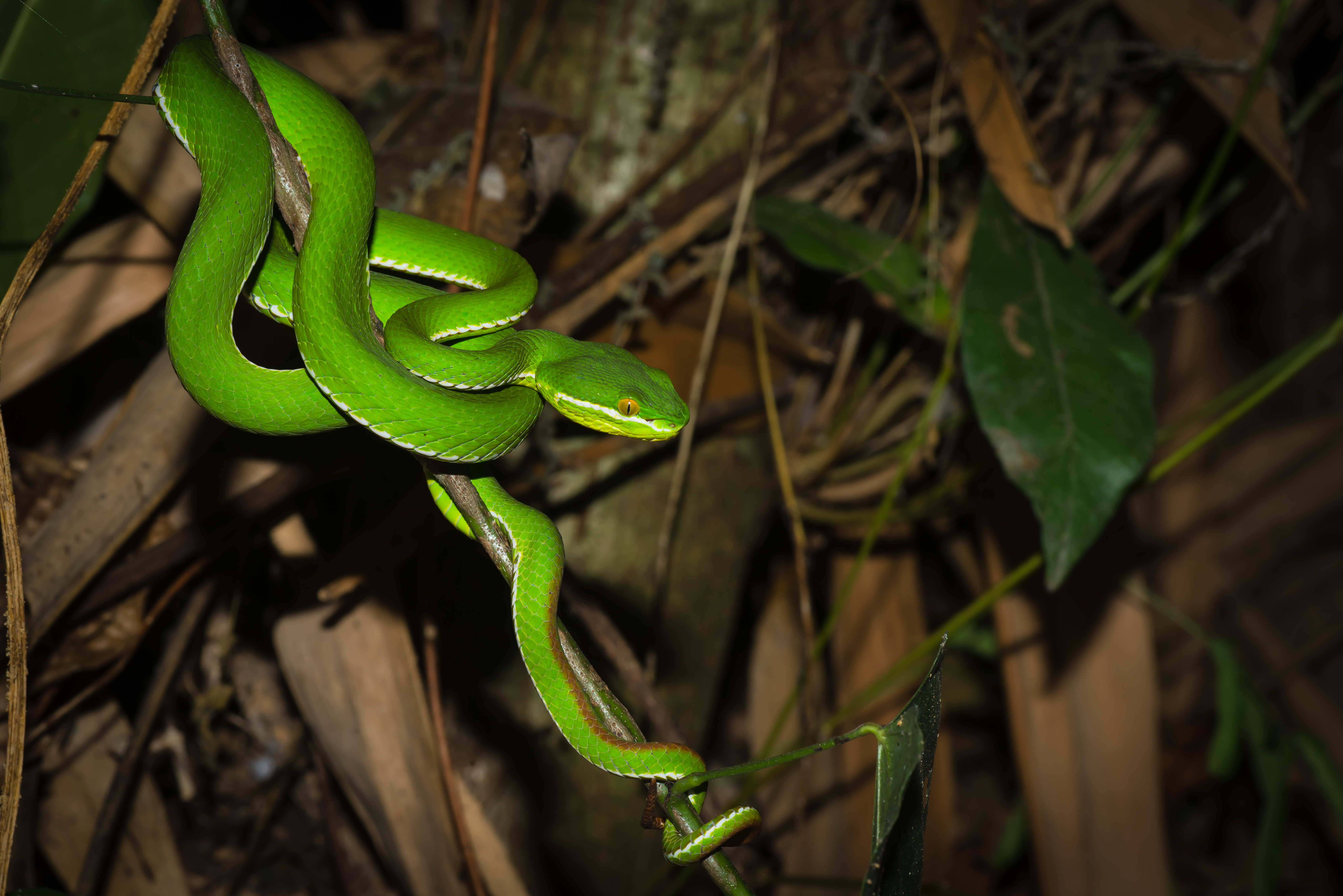
Trimeresurus albolabris